# Sadeung-myeon
Sadeung-myeon (koreanska: 사등면) är en socken i staden Geoje i provinsen Södra Gyeongsang, i den södra delen av Sydkorea,
300 km sydost om huvudstaden Seoul. Sadeung-myeon ligger på den västra delen av ön Geojedo. Till socknen hör ön Gajodo med 1 196 invånare, ön Gogaedo med sex invånare samt ett antal obebodda öar.